# Римська філософія
Антична римська філософія перебувала під потужним впливом стародавньої Греції та шкіл елліністичної філософії; проте, за грецького періоду, у школах думки також виникли свої унікальні досягнення. Перше піднесення зацікавленості у філософії виникло у афінських послів та датується 155 р.до н. е., в склад посольства входили скептик Карнеад,  стоїк Діоген, та перипатетик Крітолай.
Тоді Афіни занепадали як інтелектуальний центр думки, тим часом як у місцях, таких як Олександріїя та Рим, проводилися різноманітні філософські дискусії. 
Як сабініанська, так і прокуліанська правничі школи, які були провідними за римського періоду, формували свої етичні погляди, спираючись на стоїків та епікурейців. Тим часом саме в римський період академії Платона та Арістотеля завершили свою роботу. Хоча, саме в цей час виникла загальна традиція західної філософської літератури коментувати твори Арістотеля. 

## Характеристика
До римської філософії відноситься не лише філософія латинською мовою, але й філософія, написана грецькою мовою римських громадян. До визначних ранніх латиномовних письменників належать Лукрецій, Цицерон та Сенека молодший . Однак, грецька була настільки популярнішою мовою для  філософських творів, що римський імператор Марк Аврелій вирішив писати свій твір "Медитації" грецькою мовою. Пізніше, з поширенням християнства у Римській імперії, виникла християнська філософія святого Аврелія Августина .Одним з останніх філософських письменників античності був Боецій, чиї твори є основним джерелом інформації про грецьку філософію в перші століття середньовіччя. 
У той час, як класифікація філософів зазвичай здійснюється відповідно до школи, деякі філософи римського періоду дотримувалися еклектичних вірувань, використовуючи вчення більше ніж однієї школи. Сабініанська та прокуліанська юридичні школи, які були двома найбільшими школами правової думки римського періоду, формували свої етичні погляди здебільшого спираючись на стоїцизм та епікуреанізм, знову ж таки, створивши течію філософської думки, яка впливала на життя римського періоду. 

## Історія
В той час як юристи та аристократи часто захоплювались філософією, непритаманна імператорам зацікавленість філософією була винятковою особливістю Адріана, що посилювалась його філеленізмом. Було записано, що Адріан, під час своїх подорожей Грецією,  відвідував лекції Епіктета і Фаворина та вкладав значні кошти в спроби відродження Афін як культурного центру у стародавньому світі.  Адріан дуже поважав філософію, що було непритаманним для римських імператорів, які часто, якщо не опозиційно, то байдуже ставилися до неї як до практики. Однак, ці погляди також поділяли Нерон і Юліан Відступник і сам Аврелій, адже сьогодні його вважають філософом. 
Під час диктаторського правління династії Флавіїв група філософів гучно і політично протестувала проти дій імператора, особливо при Доміціані та Веспасіані . Результатом цього була реакція Веспасіана, який вигнав усіх філософів з Риму, окрім Музонія Руфа, хоча згодом він також був вигнаний з Риму.  Пізніше ця подія стала називатися стоїчною опозицією, оскільки більшість філософів, що протестували, були зі стоїчної школи мислення. Стоїки надалі розглядали опозицію за правління імператорів в римський період, проте термін стоїчної опозиції не був створений до 19 століття завдяки працям Гастона Буазьє . 

## Філософи за школами
Академічний скептицизм
- Цицерон (106 - 43 рр. до н.е.)
- Фаворин (c. 80 - c. 160 р. н. е.)

Християнинська
- Климент Олександрійський (150 - 215 рр. н.е.)
- Аврелій Августин (354 - 430 рр. н.е.)

Еклектикизм
- Фемістій (317 - 388 рр. н.е.)

Епікурейство

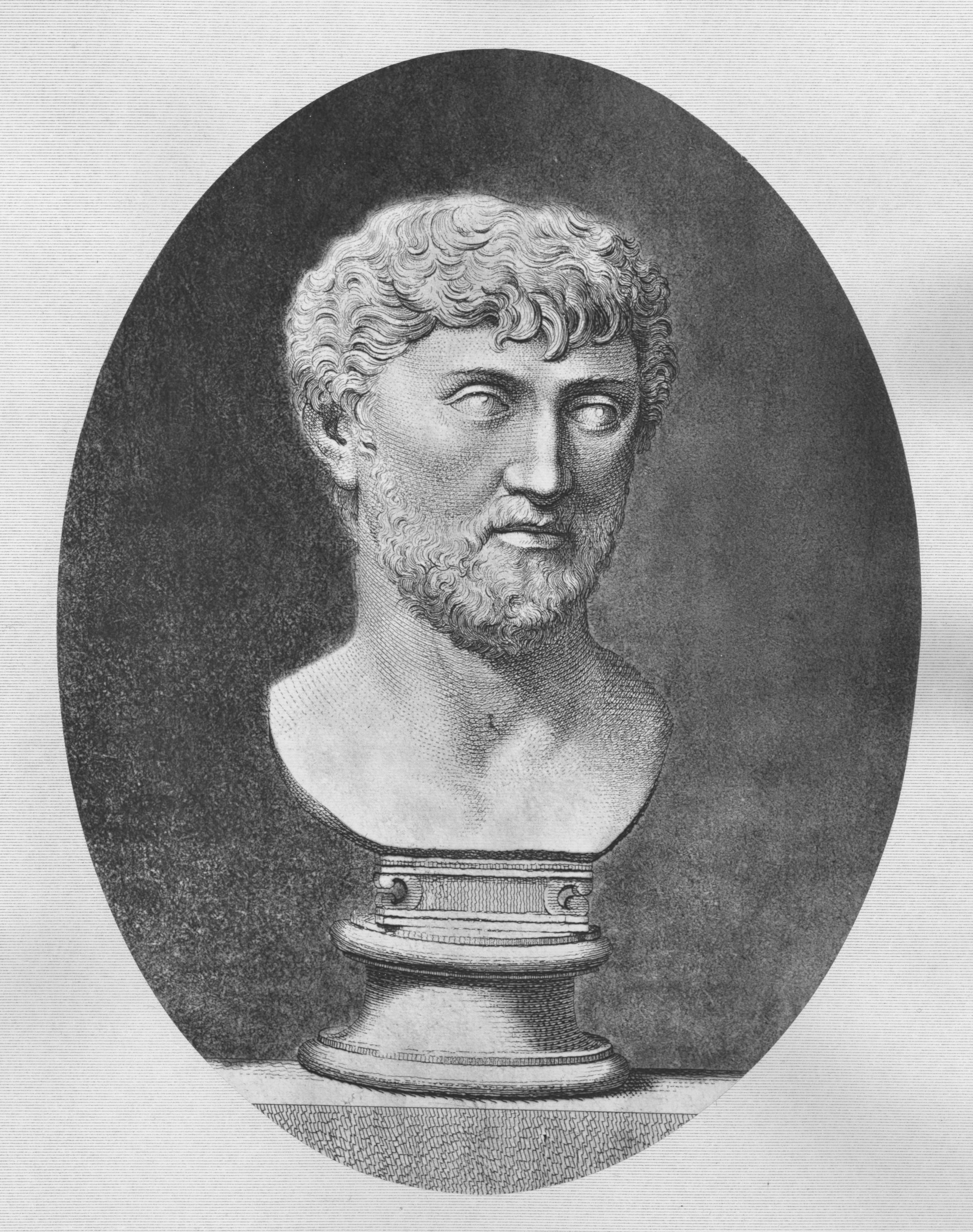
Римський епікурейський філософ Лукрецій

- Зенон Сидонський (150 - 75 рр. до н.е.)
- Алкей і Філіск (150 р. до н.е.)
- Фед (138 - 70 рр. до н.е.)
- Гай Амафіній (125 р. до н.е.)
- Тит Помпоній Аттік (110 - 33 рр. до н.е.)
- Філодем (110 - 50 рр. до н.е.)
- Тит Альбуцій (105 р. до н.е.)
- Рабірій (100 р. до н.е.)
- Патрон (70 р. до н.е.)
- Сіро (50 р. до н.е.)
- Катій (50 р. до н.е.)
- Лукрецій (94 - 55 рр. до н.е.)

Платонізм
- Алкиной (філософ) (ІІ століття н.е.)

Неоплатонізм
- Плотін (205 - 278 рр. н.е.)
- Порфирій (232 - 304 рр. н.е.)
- Юліан (331 - 363 рр. н. н.)
- Ямвліх (242 - 327 рр. н.е.)
- Дамаск (462 - 540 рр. н.е.)

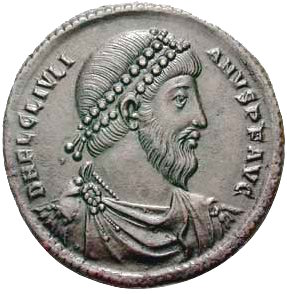
Римський імператор і філософ періоду неоплатонізму Юліан

- Сімпліцій із Кілікії (490 - 560 рр. н.е.)
- Боецій (472 - 524 рр. н. е.)

Неопіфагореїзм 
- Квінт Секстій Старший (40 р. до н.е.)
- Соціон (~ І ст. Н.е.)
- Фігул Нігідій (98 р. до н.е. - 45 р.)
- Секунд Мовчазливий (ІІ століття н.е.)
- Ямвліх (245 р. - 325 р. н.е.)

Перипатетиків
- Олександр Афродізій (3 століття н.е.)

Піронізм 
- Теода Лаодикія (ІІ століття н.е.)
- Менодот Нікомідії (ІІ століття н.е.)
- Секст Емпірик (2 століття н.е.)

Секстія 
- Сотіон (піфагорієць) (200 - 170 рр. до н.е.)
- Папірій Фабіян (І ст. н.е.)
- Пасікл (? )

Стоїцизм

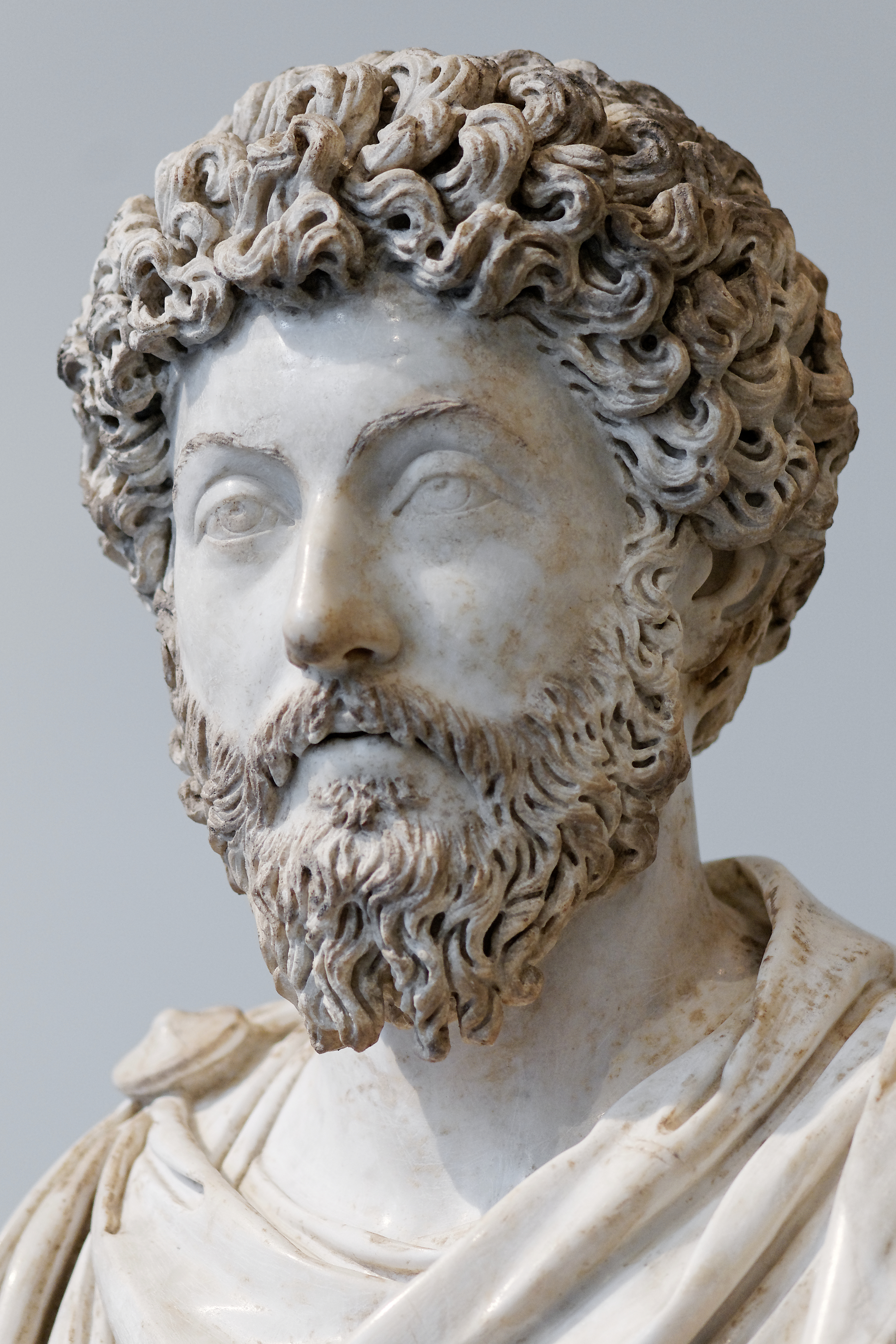
Римський імператор і філософ-стоїк Марк Аврелій

- Публій Рутілій Руф (158 - 75 рр. до н.е.)
- Луцій Елій Стілон Преконін (154 - 74 р. до н. е.)
- Стоїк Діодот (130 - 59 рр. до н.е.)
- Марк Вігелій (125 р. до н.е.)
- Квінт Луцилій Бальбус (125 р. до н.е.)
- Антипатр Тирський (100 - 45 н.е.)
- Катон Молодший (95 - 46 рр. до н.е.)
- Порція Катоніс (70 - 43 рр. до н.е.)
- Аполлонід (46 р. до н.е.)
- Квінт Секстій Старший (40 р. до н.е.)
- Сенека Молодший (4 р. до н.е. - 65 р. н.е.)
- Аттал (25 р. н. е.)
- Папірій Фабіян (30 р. н. е.)
- Музоній Руф (30 - 100 н.е.)
- Епіктет (55 - 135 рр. н.е.)
- Марк Аврелій (121 - 180 рр. н.е.)